# Абдразяков, Абдулхак Асвянович
Абдулхак Асвянович Абдразяков (тат. Ğabdelxaq Əsfən uğlı Əbderəzəkov, Габделхак Әсфән улы Әбдерәзәков; 22 августа [4 сентября] 1915, Старая Кулатка, Саратовская губерния — 10 января 1984, Москва) — советский государственный и партийный деятель, Председатель Совета Министров Татарской АССР (1959—1966).

## Биография
Родился 22 августа (4 сентября) 1915 года в селе Старая Кулатка.
В 1934 г. окончил Мокшанский сельскохозяйственный техникум, по 1939 г. работал участковым зоотехником Чувынского районного земельного отдела (Западно-Сибирский край), зоотехником Старо-Кулаткинского районного земельного отдела.
В 1939 г. вступил в ВКП(б) и перешёл на партийную работу. В 1939—1942 гг. — председатель Исполнительного комитета Старо-Кулаткинского районного Совета, затем по 1944 г. — первый секретарь Старо-Кулаткинского районного комитета ВКП(б) (Куйбышевская / Ульяновская область). В 1944—1947 гг. заведовал Совхозным отделом и одновременно был заместителем секретаря Ульяновского областного комитета ВКП(б). С 1947 г. — в аппарате ЦК ВКП(б): инспектор Отдела кадров сельского хозяйства Управления кадров ЦК ВКП(б), инструктор Сельскохозяйственного отдела ЦК ВКП(б) (с 1949 г.).
С 1959 по май 1966 г. — председатель Совета Министров Татарской АССР. В 1966—1979 гг. — заместитель министра сельского хозяйства СССР.
Избирался депутатом Верховного Совета Татарской АССР (1959—1967), депутатом Верховного Совета СССР 6-го созыва (1962—1966).
С 31 октября 1961 по 29 марта 1966 г. был членом Центральной Ревизионной Комиссии КПСС.
Похоронен на Кунцевском кладбище Москвы (10-й участок).

## Семья
Мама — Абдразякова Мафтюха Усмановна (1888—1951, похоронена на Преображенском кладбище г. Москвы).
Жена — Мяшкюра Юсуповна Фейзулина (1925—2009, похоронена на Кунцевском кладбище) прожили вместе более 40 лет.
Дети — Ринат Абдулхакович Абдразяков (1937), живёт и работает в Казани, Роза Абдулхаковна Байкова (1942) живёт и работала в г. Казани, Марс Абдулхакович Абдразяков (1945-2023) жил и работал в Москве, Рустэм Абдулхакович Абдразяков (1959—2003) родился, жил в Москве.